# انریکو فابریس
انریکو فابریس (ایتالیایی: Enrico Fabris؛ زادهٔ ۵ اکتبر ۱۹۸۱) اسکیت‌باز سرعت اهل ایتالیا است.